# Turki bin Nasser Al Sa'ud
Turkī bin Nāṣer Āl Saʿūd (in arabo الأمير تركي بن ناصر بن عبد العزيز آل سعود‎?; Riad, 14 aprile 1948 – 30 gennaio 2021) è stato un principe, militare e imprenditore saudita, membro della famiglia reale Āl Saʿūd.

## Primi anni di vita e formazione
Turki bin Nasser è nato a Riad 14 aprile 1948 ed è il settimo figlio di Nasser bin Abd al-Aziz Al Sa'ud, che è stato escluso dalla successione a causa di costumi "dissoluti". Sua madre è Muhdi bint Ahmad bin Mohammed Al Sudairi, sorella della madre dei sette fratelli Sudairi, Hassa.
Turki bin Nasser oltre ad aver conseguito un master in scienze politiche, ha seguito vari corsi militari negli Stati Uniti e nel Regno Unito e partecipato a sei sessioni di corsi di aviazione in Arabia Saudita.

## Carriera
Nel 1966, è diventato ufficiale con grado di sottotenente alla Base aerea Re Abd al-Aziz. Nel 1975 è diventato comandante ad interim dell'unità di addestramento. Dal 1976 al 1984 ha lavorato come comandante in tre diverse unità, ovvero del 13º Squadrone (nel 1976), del 3º gruppo delle ali volanti (nel 1978) e della Base aerea Re Abd al-Aziz della Provincia Orientale (nel 1984). Dal 1989 al 1994 ha servito come responsabile del progetto Al Yamamah. Successivamente, divenne capo delle operazioni del personale dell'aria, del progetto "scudo di pace" e del progetto "pace del falco" nel 1994.
Nel 1996, il principe Turki è diventato vice comandante della Forza aerea saudita. Nel 2000, è stato nominato consigliere speciale del principe Sultan, allora ministro della difesa. Da alcuni documenti diplomatici statunitensi emerge che Turki bin Nasser non ha cercato di nascondere le sue attività commerciali quando era ufficiale militare e che il principe Mansour bin Bandar Al Sa'ud era uno dei suoi partner commerciali.
Dopo essersi congedato dall'aviazione, Turki bin Nasser è stato nominato capo della presidenza della meteorologia e dell'ambiente, l'ente responsabile della tutela dell'ambiente e della conservazione e sviluppo delle risorse naturali in Arabia Saudita. Il principe Turki è stato anche presidente della società ambientale saudita. È stato presidente del consiglio di amministrazione dell'associazione di beneficenza saudita per l'autismo di Gedda. Nell'aprile 2012, a Riyad, è stato aperto un nuovo centro, il Centro per l'Autismo Principe Nāṣer bin ʿAbd al-ʿAzīz, con lo scopo di raccogliere fondi per la ricerca. Il 18 agosto 2013, re Abd Allah ha emesso un decreto reale in cui si nominava Abd al-Aziz bin Omar Al Jaser capo della presidenza di meteorologia e l'ambiente in sostituzione del principe.
Il 4 novembre 2017 re Salman ha costituito una commissione anti-corruzione guidata dal principe ereditario Mohammad bin Salman. Poche ore dopo la commissione ha ordinato l'arresto di undici principi e trentotto ex ministri. Il principe Turki bin Nasser è stato arrestato con l'accusa di corruzione.

## Ricchezza
Il quotidiano britannico The Guardian ha riportato che il principe possedeva quasi 200 auto d'epoca, un Boeing Business Jet privato da 20 milioni di sterline, un grande yacht, il Sarah, una villa a Beverly Hills e alcune case in diverse città come Barcellona, Riad, Dhahran e Londra. La sua casa nella capitale britannica si trova in Sussex Square, vicino ad Hyde Park.

## Altri incarichi
Turki bin Nasser è stato patrono del club saudita Al Qadsieh e membro onorario dell'Al-Nassr Athletic, Social and Cultural Club. È stato amministratore delegato del Consiglio dei ministri arabi responsabili per l'ambiente. Ha fatto parte anche del consiglio di amministrazione del commissione saudita degli animali selvatici.

## Controversie
È stato riferito che il principe Turki bin Nasser avesse presumibilmente ricevuto più di 60 milioni di sterline di fondi in nero dalla BAE Systems. È stato inoltre dichiarato che aveva ricevuto almeno un miliardo di sterline attraverso una società offshore anonima, la Poseidon, che era legata al politico libanese Mohammad Safadi, ministro delle finanze del suo paese dal giugno 2011. Il suo nome è stato collegato con l'offerta di presunte commissioni nel contratto da 50 miliardi di contratti, l'affare Al Yamamah, avviato sotto l'amministrazione di Margaret Thatcher nel 1980. Pertanto, nel 2005, è diventato il centro di un'indagine condotta dal dipartimento britannico contro la corruzione, il Serious Fraud Office.
Gardiner, titolare di un'agenzia di viaggi che mediava tra il principe e la BAE, ha dichiarato di aver erogato del denaro e che gran parte di esso è andato a Turki bin Nasser, allora capo dell'aeronautica militare e importante cliente della BAE. Altri fondi sono stati utilizzati anche indirettamente in suo favore, in particolare pagare la luna di miele della figlia del principe Bandar bin Sultan, che precedentemente era sposata con il primo figlio del principe Turki, Faysal. È stato inoltre sostenuto una delle sue figlie ha realizzato un video di nozze a spese della BAE da 200 000 sterline. Un'altra accusa è stata rivolta alla moglie del principe Turki, Noura bint Sultan, che avrebbe ricevuto come regalo di compleanno una Rolls-Royce da 170 000 sterline, trasportata in Arabia Saudita con un aereo cargo noleggiato dalla BAE. Un'altra accusa rivolta al Turki è stata di aver usufruito con la sua famiglia di una vacanza dal valore di 2 milioni di sterline.

## Arresto
Il 4 novembre 2017 fu arrestato durante un'ampia operazione anti-corruzione condotta da un comitato reale di nuova costituzione. Nel gennaio del 2018 fu scarcerato.

## Vita privata
Turki bin Nasser è stato sposato con Noura bint Sultan (nata nel 1948), che è la figlia del defunto principe ereditario Sultan.
I suoi figli sono Faysal, Abeer, Areej, Lamia, Rima, Abd Allah e Haifa bint Turki. Sua figlia Areej, ha aperto un iCafe, l'Areej art cafe, a Riyad a fine maggio 2012.

## Morte e funerale
Morì il 30 gennaio 2021. Le preghiere funebri si tennero il giorno successivo nella moschea Imam Turki bin Abd Allah di Riad. La salma venne poi sepolta nel cimitero al-'Ud della città.